# Stylurus spiniceps
Stylurus spiniceps – gatunek ważki z rodziny gadziogłówkowatych (Gomphidae). Występuje na terenie Ameryki Północnej.